# Missulena occatoria
Espèce
Synonymes
- Eriodon formidabile O. Pickard-Cambridge, 1869
- Eriodon rubrocapitatum Keyserling in Ausserer, 1875
- Eriodon rugosum Ausserer, 1875
- Missulena rubriceps Strand, 1907

Missulena occatoria est une espèce d'araignées mygalomorphes de la famille des Actinopodidae.

## Distribution
Cette espèce est endémique du Sud de l'Australie.

## Publication originale
- Walckenaer, 1805 : Tableau des aranéides ou caractères essentiels des tribus, genres, familles et races que renferme le genre Aranea de Linné, avec la désignation des espèces comprises dans chacune de ces divisions. Paris, p. 1-88.